# Координирано неавтентично поведение
Понятието координирано неавтентично поведение (КНП, от английски: Coordinated Inauthentic Behaviour; среща се и като координирана вредна дейност или астротурфинг) се отнася до манипулативна техника за разпространението на съдържание, оттам и на видимостта му, в социално-медийните платформи (СМП). КНП е един от начините за разпространение на съдържание, и по-специално на дезинформация, наред с разпространението по органичен път, когато много потребители, в т.ч. медии, споделят такова съдържание във и извън платформата; чрез алгоритмично усилване, когато дадено съдържание бъде приоритизирано от алгоритми; чрез реклама. Използването на тази манипулативна техника е забранено чрез правилата за ползване или общностните стандарти на технологични компании като Meta и Twitter. КНП манифестира и социо-технологичната същност на дезинформацията в тази системи.

## Подход към КНП на големите онлайн платформи
Неавтентичното поведение е свързано с използването на фалшиви профили и създаването на страници с невярна и подвеждаща информация за мисия, собственост и идентичност, фалшифицирането на популярността на активи или съдържание във Facebook или Instagram, както и на техния източник. По аналогия КНП включва всички тези действия, извършвани организирано и в сътрудничество от група участници, нарушаващи правилата на платформата, и/или с помощта на ботове. Тази политика се отличава от другите политики, свързани с премахването и по-общо с модерацията на съдържание, тъй като по отношение на КНП обект на рестрикции и санкции е определено поведение, а не самото съдържание. Мониторирането и установяването на случаи на КНП е един от подходите за идентифициране на организирани дезинформационни кампании и на други опити за манипулация на общественото мнение, когато съдържанието, което се публикува и разпространява, е в такива количества, че човешката модерация на практика е невъзможна.
Идентифицирането и ограничаването на разпространението на дезинформация в (и от) СМП се извършва основно по три начина:
- чрез системите за докладване на съдържание на всяка платформа, чрез които потребителите могат да подават сигнали за съдържание, което нарушава правилата за ползване или общностните стандарти на посредника на услугата;
- чрез партньорство с проверители на факти и отбелязване на проблемно съдържание;
- чрез мерки срещу КНП.

## Мерки срещу КНП във Facebook, Instagram и Twitter

### КНП в „Стандартите на общността“ на Facebook и Instagram
Първата версия на политиката на Facebook по отношение на неавтентичното поведение (като по-широко понятие, което обхваща и КНП) е от октомври 2019 г. Във версията ѝ към март 2022 г. политиката предвижда санкции за потребители, които използват фалшиви акаунти, изкуствено увеличат популярността на съдържанието си или участват в поведение, предназначено да позволи други нарушения на Стандартите на общността (на Facebook). Конкретно по отношение на КНП на потребителите се забранява да участват или да твърдят, че ще участват в координирано неавтентично поведение, дефинирано като използването на множество активи на Facebook или Instagram и/или сътрудничество с други потребители за осъществяването на КНП. Политиката забранява още участието в чуждестранна или държавна намеса, която отговаря на критериите за координирано неавтентично поведение, проведено от името на чуждестранен или държавен участник.
Според приетите през август 2020 г. нови правила относно преустановяването на случаите на неавтентично поведение в Instagram от притежателите на профили, за които има сигнали, че упражняват непозволени практики от такова естество, ще бъде изисквано да предоставят повече информация за себе си, която удостоверява самоличността им. Тази мярка се прилага и в случаите на потенциално ангажиране с КНП, или когато бъде установено, че по-голямата част от нечии последователи са в държава, различна от тяхното местоположение, или са налице признаци на автоматизация, като например профили на ботове.

### КНП в „Правила и политики“ на Twitter
Според действащите правила на Twitter, публикувани през септември 2020 г. в раздел Манипулация на платформата и политика за спам, потребителите на тази социална медия нямат право да използват услугите на Twitter по начин, целящ изкуствено засилване или потискане на информация, или да участват в поведение, което манипулира или вреди на преживяванията на хората в Twitter. Сред дейностите, забранени съгласно правилата на тази политика, са:
- неавтентични прояви на взаимодействие, чиято цел е да накарат профили или съдържание да изглеждат по-популярни или активни, отколкото са;
- координирана дейност, която се опитва изкуствено да повлияе на разговорите чрез използване на множество профили, фалшиви профили, автоматизация и/или скриптове;
- координирана вредна дейност, която насърчава или популяризира поведение, нарушаващо правилата на Twitter.[6]

В блог публикация от януари 2021 г. Twitter разяснява тази политика, процедурата и критериите по оценяване на предполагаеми прояви на КНП и мерките, които биват предприемани, когато бъде установено, че дадена група, движение или кампания участва в координирана вредна дейност. Подходът на Twitter стъпва върху оценяването на два аспекта на координацията: технически и социален. Техническата координация се отнася до използването на специфични, откриваеми техники за манипулиране на платформата с цел изкуствено увеличаване (например чрез създаване на множество идентични съобщения едновременно) или разпространение на съобщение или разказ (наратив) в Twitter.
Социалната координация се отнася до координацията в или извън Twitter между група хора с цел засилване или разпространяване на конкретно съобщение. Всички форми на техническа координация, доказуеми чрез анализ на техническите връзки между профилите, водят до действие по прилагане на санкции съгласно правилата – обикновено чрез блокиране на съответните профили. За разлика от техническата координация, случаите на социална координация се разглеждат в контекст. Така например санкция за социална координация е малко вероятно да бъде наложена на групи, движения и кампании, които участват в активизъм, упражняват демократичен контрол на властта като защитават истината и правата на гражданите, участват в кампании за повишаване на осведомеността или други подобни дейности, освен ако не бъдат намерени доказателства за вреда.